# Julien Clément (réalisateur)
Pour les articles homonymes, voir Julien Clément et Clément.
Julien Clément, né  le 10 mai 1863 à Paris et mort  le 11 février 1938 à Malakoff, est un acteur et réalisateur français.

## Biographie
Fils d'un secrétaire de commissariat, Julien Clément naît le 10 mai 1863 dans le 16e arrondissement de Paris.
Il meurt le 11 février 1938 à Malakoff.

## Filmographie

### Comme acteur
- 1909 : Moines et Guerriers, court-métrage de Julien Clément
- 1909 : Une évasion en 1870, court-métrage de Julien Clément
- 1909 : Le Luthier de Crémone, court-métrage de Julien Clément
- 1910 : L'Héritière de André Calmettes : Tristan
- 1910 : Werther, court-métrage de Henri Pouctal
- 1910 : Vitellius, court-métrage de Henri Pouctal
- 1912 : L'Auberge rouge de Camille de Morlhon
- 1916 : Chantecoq, l'espionne de Guillaume de Henri Pouctal
- 1917 : Les Écrits restent de Georges-André Lacroix
- 1917 : Les Mouettes, court-métrage de Maurice Mariaud : Chambalot
- 1917 : La Zone de la mort de Abel Gance
- 1918 : La Tisane de Julien Clément
- 1918 : Haine de Georges-André Lacroix
- 1932 : Embrassez-moi de Léon Mathot : Julien
- 1933 : Bouboule 1er, roi nègre de Léon Mathot : Cormier
- 1933 : Le Petit Roi de Julien Duvivier : Le professeur Bonnard
- 1934 : L'Enfant du carnaval de Alexandre Volkoff : François
- 1934 : Jeanne  de Georges Marret : le médecin
- 1934 : Maria Chapdelaine de Julien Duvivier : Le marchand Bédard
- 1935 : Jérôme Perreau, héros des barricades de Abel Gance : Le moine
- 1936 : Les Loups entre eux de Léon Mathot
- 1936 : L'Ange du foyer de Léon Mathot
- 1937 : La Tour de Nesle de Gaston Roudès : Hector de Chevreuses
- 1937 : Les Perles de la couronne de Sacha Guitry et Christian-Jaque : Le gilolo
- 1937 : Abus de confiance de Henri Decoin : (non crédité)

### Comme réalisateur
- 1909 : Moines et Guerriers, court-métrage
- 1918 : La Tisane
- 1918 : Petite Simone
- 1918 : Seul